# Earle Page
Sir Earle Christmas Grafton Page GCMG, CH (8 tháng 8 năm 1880 – 20 tháng 12 năm 1961) là một nhà chính trị và là Thủ tướng Úc thứ 11]. Đến nay, với thời gian 42 năm, ông là nghị sĩ liên bang phục vụ lâu thứ nhì trong lịch sử Úc.
Sinh ra tại Grafton, New South Wales, Page học trường Trung học Nam sinh Sydney và Đại học Sydney, nơi ông tốt nghiệp thủ khoa ngành Y khoa năm 1901. Ông đã hành nghề ở Sydney và Grafton trước khi gia nhập quân đội Úc làm một sĩ quan quân y trong Chiến tranh thế giới thứ nhất, phục vụ ở Ai Cập. Sau chiến tranh, ông theo nghề trồng trọt và đã được bầu làm thị trưởng Grafton.
Trong năm 1919, Page đã được bầu vào Hạ viện Úc làm đại biểu của Cowper với vai trò là ứng cử viên của Hiệp hội Nông dân và Người định cư của New South Wales, một tổ chức mà vào năm 1920 đã trở thành Đảng Quốc gia. Ông trở thành lãnh tụ đảng này năm 1921.